# チチェン・イッツァ
チチェン・イッツァ（スペイン語: Chichén Itzá）は1988年に世界遺産に登録されたメキシコ南部のユカタン半島にあるマヤ文明の遺跡。チチェン・イッツア、チチェン・イツァーとも表記する。

## 概要
ユカタン半島のユカタン州州都メリダの東、約120キロメートルにある後古典期マヤの遺跡で総面積は約1.5平方マイル。半島のつけ根の密林にある。現在、高速道路により分断されているが、北部はトルテカ期、南部にはプウク期の建物が残っており、南北での町の構成がはっきりと違いを見せている。
チチェン・イッツァとはマヤ語で「水の魔法使いの泉のほとり」を意味する。

## 歴史
古典期を代表するティカルなどのマヤ中央部の諸都市は9世紀に崩壊して、ほとんど無人に近い状態になり、後古典期には北部と南部高地に人口が集中した。チチェン・イッツァは北部マヤの中心地であるが、その遺物は中央メキシコ（トルテカ）の強い影響を受けて、マヤとメキシコの混合した国際的な特徴を示す。
プウク式の建物に残る碑文は多くカクパカル・カウィール（在位869-881ごろ）に関連する。
13世紀以降になるとチチェン・イッツァは衰退し、中心地は西のマヤパンに移るが、マヤパンもシウ家の攻撃によって1441年ごろに放棄された。チチェン・イッツァがいつ滅んだかは不明だが、セノーテ（井戸）はスペイン人による植民地化の後も長く巡礼地として機能した。

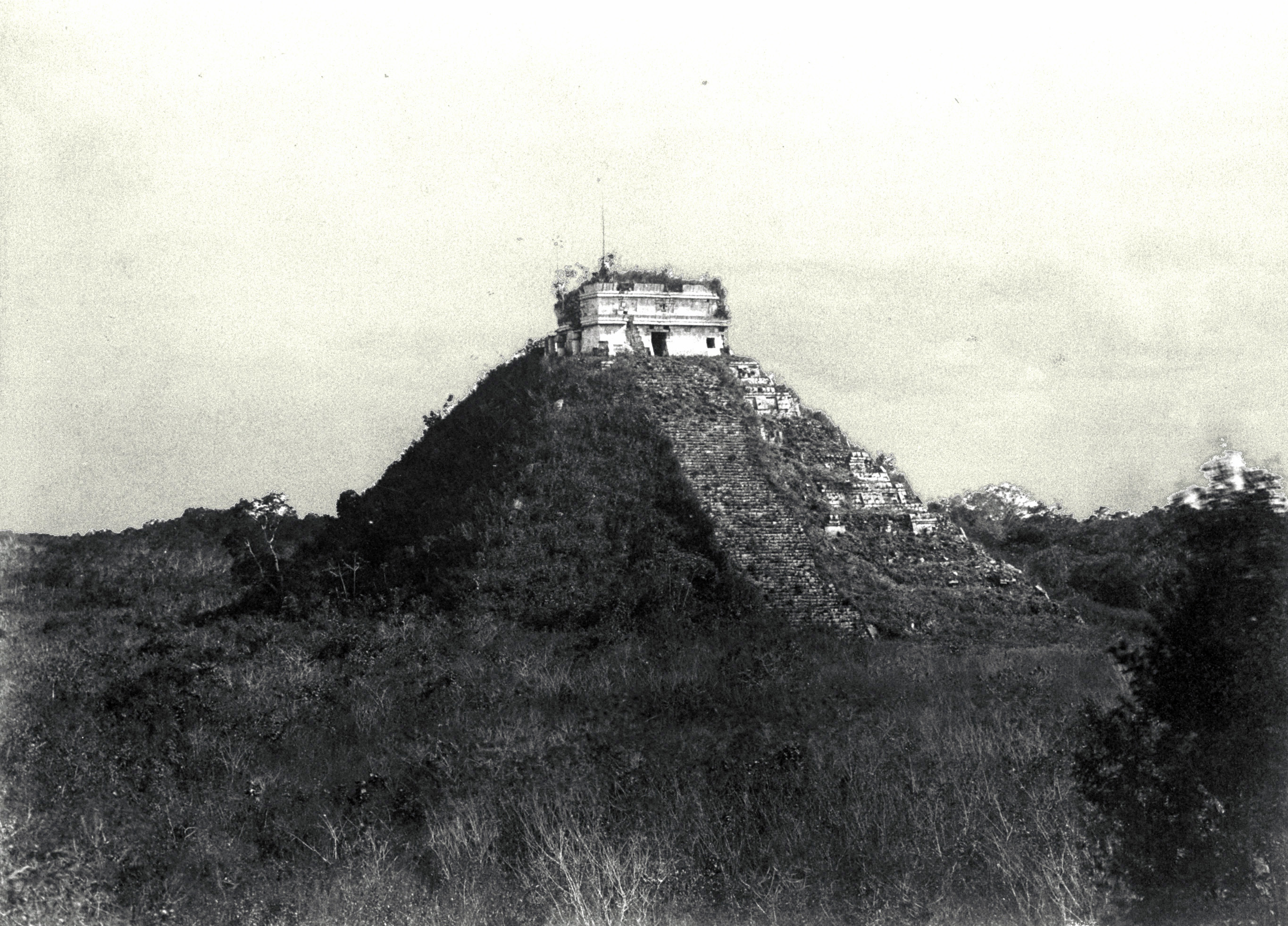
1892年のチチェン・イッツァ、テオベルト・マーラー撮影

## カスティーヨ

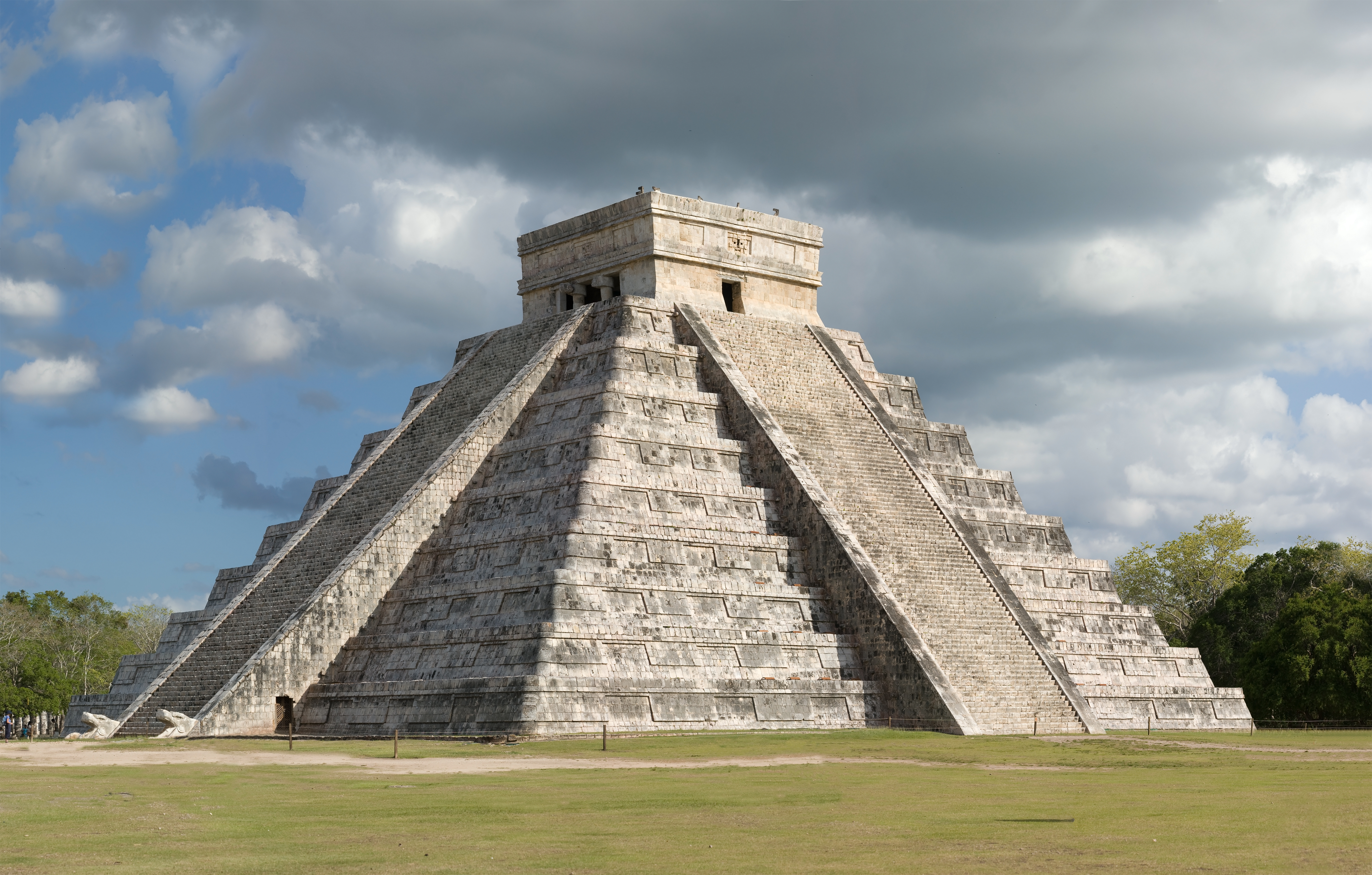
カスティーヨ

マヤの最高神ククルカン（羽毛のあるヘビの姿の神。ケツァルコアトルのマヤ語名）を祀るピラミッド。基底55.3メートル四方、高さ24メートル（頂上の神殿部分は6メートル）。通称の「カスティーヨ」はスペイン語で城塞の意。「ククルカンのピラミッド」、「ククルカンの神殿」とも呼ばれる。
大きな9段の階層からなり、4面に各91段の急な階段が配されていて、最上段には真四角な神殿がある。ピラミッドの階段は、4面の91段を合計すると364段で、最上段の神殿の1段を足すと、ちょうど365段である。また1面の階層9段は階段で分断されているので合計18段となり、これらはマヤ暦の1年（18か月5日）を表す。このことから「暦のピラミッド」とも呼ばれる。北面の階段の最下段にククルカンの頭部の彫刻があり、春分の日・秋分の日に太陽が沈む時、ピラミッドは真西から照らされ階段の西側にククルカンの胴体（蛇が身をくねらせた姿）が現れ、ククルカンの降臨と呼ばれている。
カスティーヨ内部には初期のトルテカ=マヤ方式のピラミッドが内蔵されており、この神殿にはジャガーを象った玉座や生贄の心臓を太陽へ捧げたチャクモール像が置かれている。

## 球戯場

球戯場の大きさの比較

球戯場はほとんどのマヤ遺跡に存在するが、チチェン・イッツァのものは特に大きい。
マヤの球戯は2つのチームに分かれ、ゴムで作られた非常に重いボールを腰で打って相手側のコートに入れる。チチェン・イッツァの球戯場には両側の高さ6メートルの所に石の輪があり、これは後古典期の特徴である。輪の中にボールを通すと即座に勝ちになったらしいが、現実に行うことは困難と思われる。
試合が白熱するほど雨が降り豊作になると信じられていた。勝敗で生贄になる者が決まったとされるが、勝った側が生贄になったとも負けた側が生贄になったともいわれており、ここは現在でもはっきりしていない。

## セノーテ（聖なる泉）

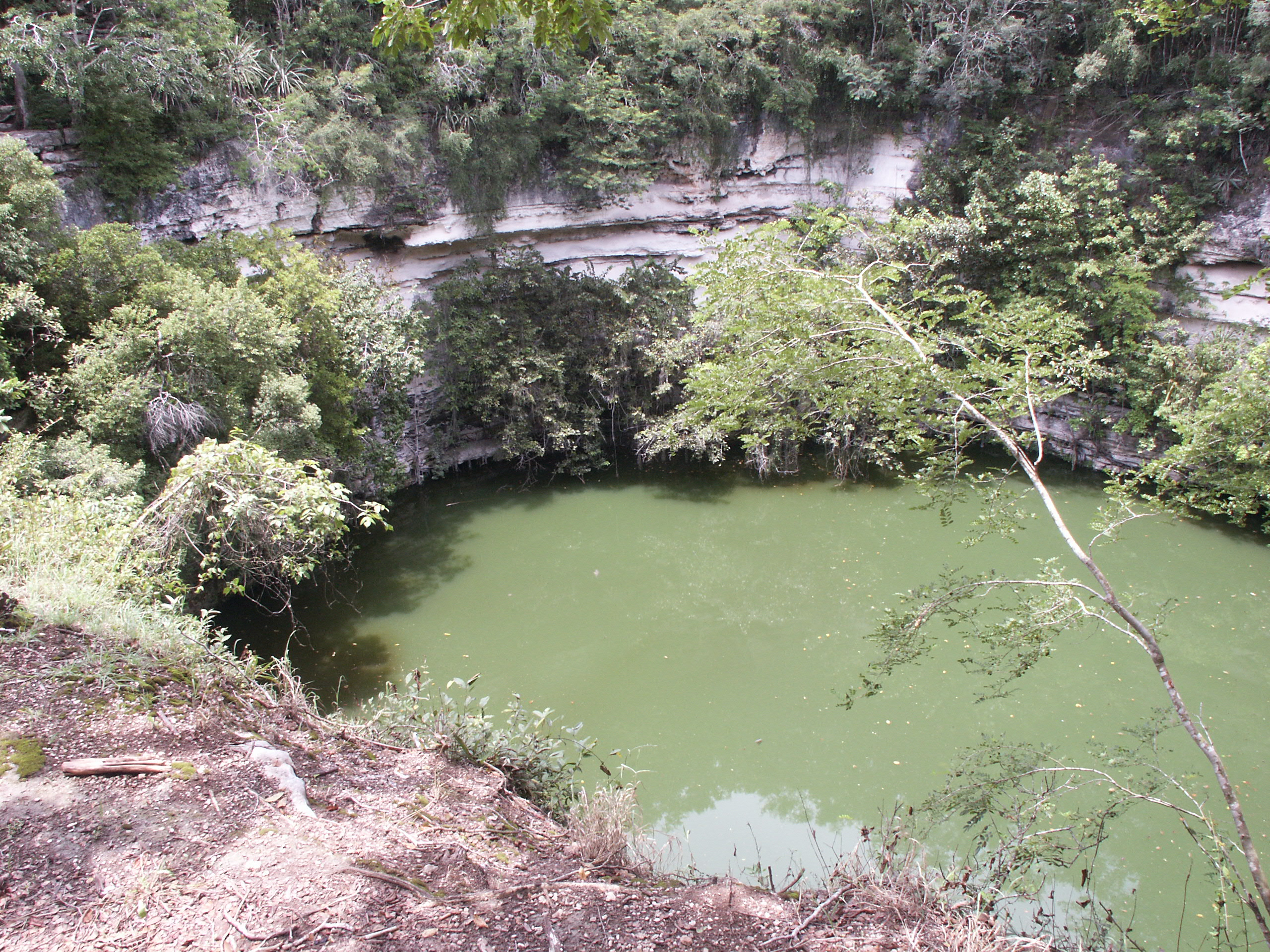
聖なる泉「セノーテ」

チチェン・イッツァ周辺には川や湖沼がなく、石灰岩の岩盤が陥没して地下水が露呈した天然の湖セノーテが唯一の水源であった。700年頃から宗教儀礼に用いられるようになり、雨が降らない時や豊作を願う時、雨と嵐と稲妻の神チャークの予言を伺うために、財宝や生贄の人間が投げ込まれたという。スペイン征服時のスペイン人の記録によれば、吉兆を占うために、定められた日に女性を放り込んだとしている。また、この記録によれば、この女性は後に泉から引き上げられ、吉兆を語ったとされている。後にアメリカの探検家エドワード・トンプソンがこの泉にもぐり、人骨やたくさんの財宝を発見した。
なお、これに似たもので、人の心臓が捧げられた戦士の神殿がある。

## 天文台

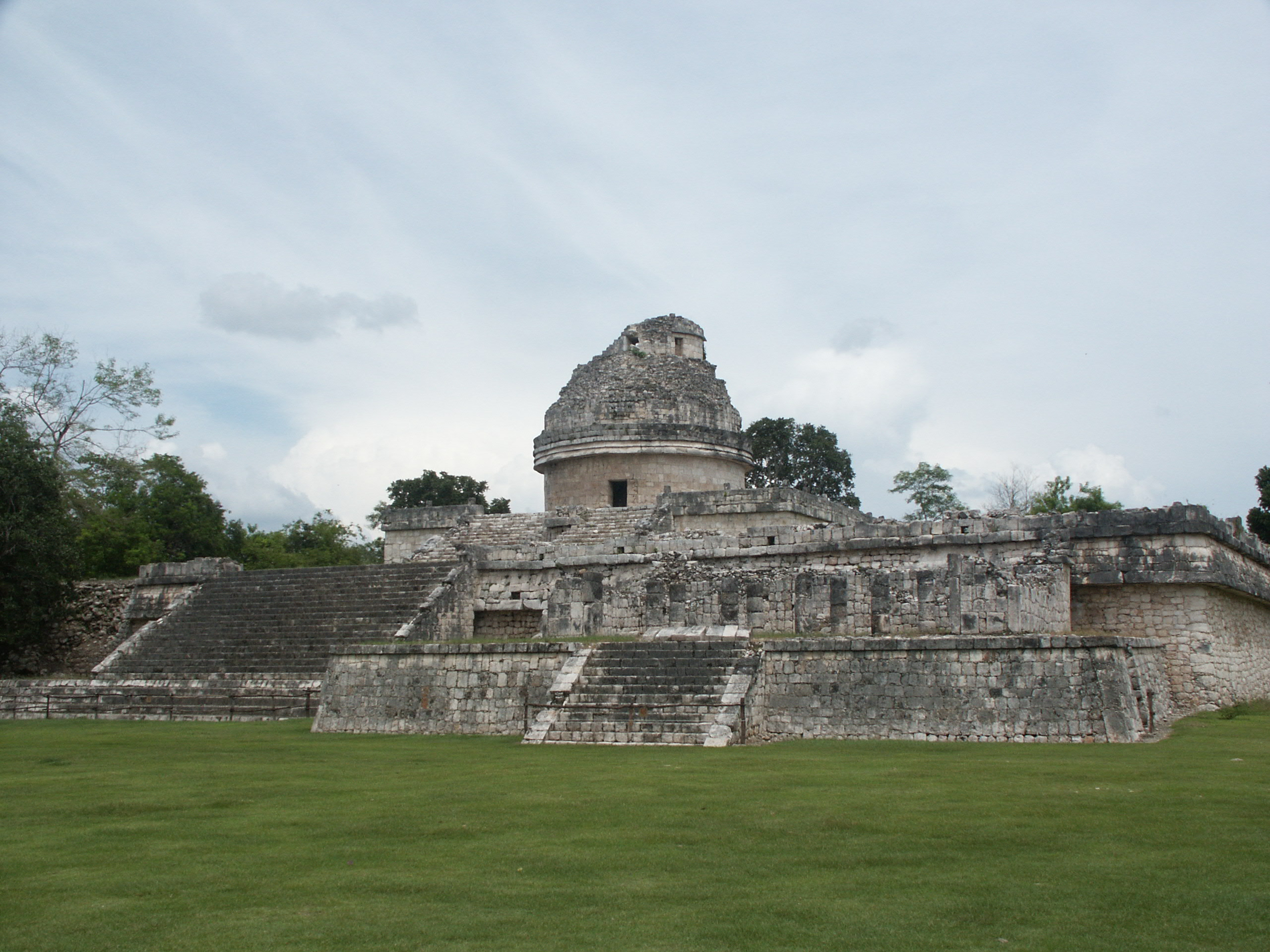
旧チチェン区域にある天文台「El Caracol（エル・カラコル、カタツムリの意味）」

エル・カラコルというあだ名のつけられた「天文台」は906年に建設された。約9メートルの岩の上に建てられ、高さは約13メートル。中心部に螺旋階段が作られており、ドーム部には縦に細長い窓の作られた厚い壁で構築されている。なお、この窓は天体観測における重要な照準線になっており、西側は春分と秋分の日没、月が最北端に沈むときの方向2つを確認することができる。その他、基壇となっている岩の北東隅は夏至の日の出、南西隅は冬至の日の出の方角をそれぞれ差している。

## 世界遺産登録基準
この世界遺産は世界遺産登録基準のうち、以下の条件を満たし、登録された（以下の基準は世界遺産センター公表の登録基準からの翻訳、引用である）。
- (i) 人類の創造的天才の傑作を表現するもの。
- (ii) ある期間を通じて、または、ある文化圏において、建築、技術、記念碑的芸術、町並み計画、景観デザインの発展に関し、人類の価値の重要な交流を示すもの。
- (iii) 現存する、または、消滅した文化的伝統、または、文明の、唯一の、または少なくとも稀な証拠となるもの。